# Thaumatococcus daniellii
Thaumatococcus daniellii är en strimbladsväxtart som först beskrevs av John Johannes Joseph Bennett, och fick sitt nu gällande namn av George Bentham. Thaumatococcus daniellii ingår i släktet Thaumatococcus och familjen strimbladsväxter.

## Underarter
Arten delas in i följande underarter:
- T. d. daniellii
- T. d. puberulifolius

## Bildgalleri

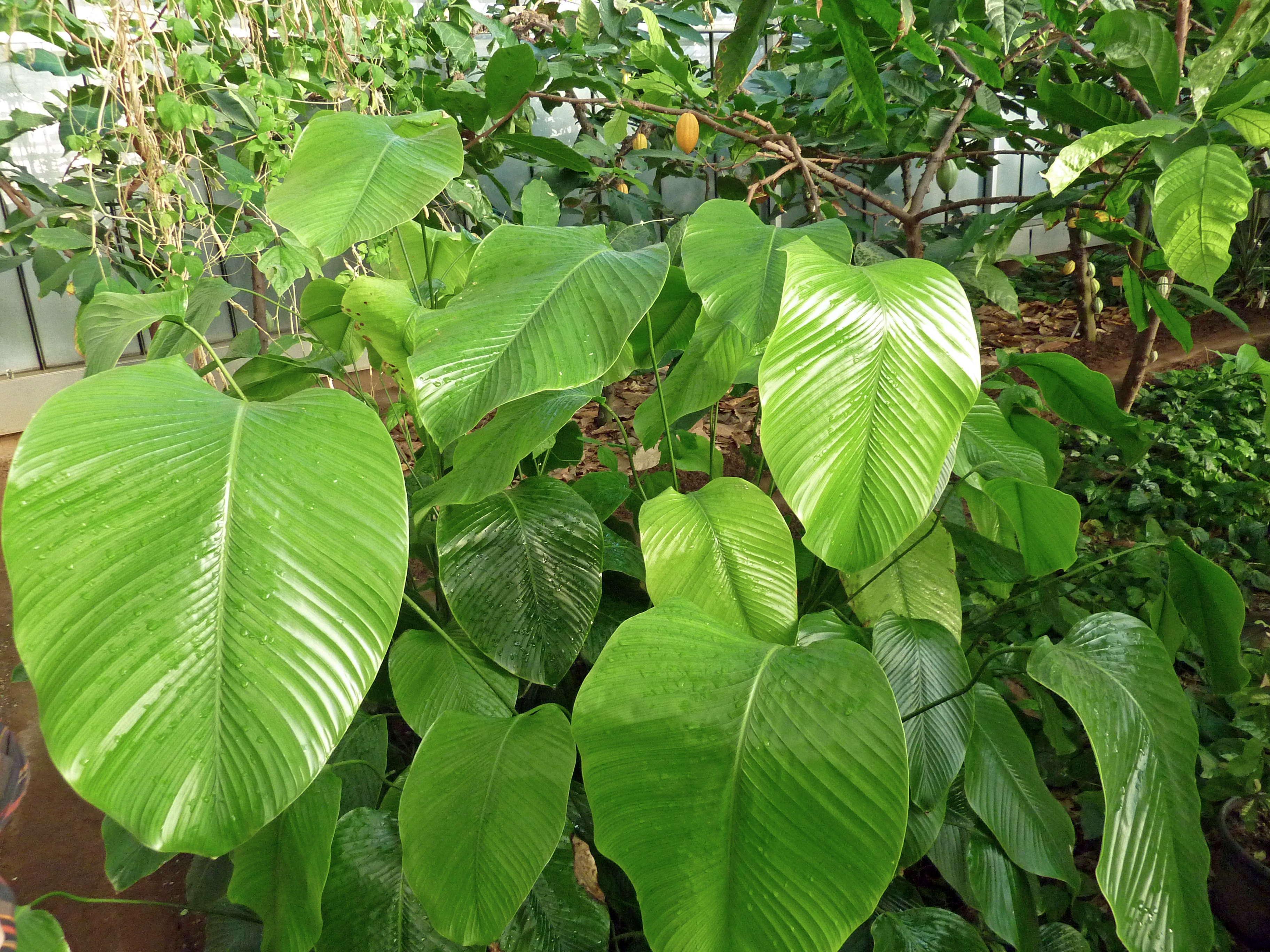